# فيكتوريا جاستيس
فيكتوريا داون جاستيس (بالإنجليزية: Victoria Dawn Justice)‏ هي مغنية وممثلة أمريكية ولدت في (19 من فبراير عام 1993) بفلوريدا بالولايات المتحدة الأمريكية، قامت بأدوار فنية عديدة ومن أهم اعمالها هي مسلسل زوي 101 حيث لعبت دور لولا مارتينيز, وكانت تعمل كممثلة في نيكلوديون. ولعبت أيضاً دور تامي في فيلمها سبيكتاكيلر, ولعبت دور شيلبي ماركس في ايكارلي ومثلت أيضا في فيلم ذا بوي هو كرايد وير وولف,ودور جوردان وبعدها دور توري فيغا في مسلسل فيكتوريوس حيث ضم المسلسل البومات عديدة بأسم المسلسل من غناء جاستيس, ومن ثم مثلت في فيلم ذا فيرست تايم وأخذت دور بطولة في فلم فون سايز ولعبت دور رين ديسانتس. وفي عام 2014 أخذت دور بطولة في مسلسل (Eye Candy) وفي عام 2015 أخذت دور بطولة في فلم (No Kisses).

## روابط خارجية
- فيكتوريا جاستيس على موقع IMDb (الإنجليزية)
- فيكتوريا جاستيس على موقع ميتاكريتيك (الإنجليزية)
- فيكتوريا جاستيس على موقع روتن توميتوز (الإنجليزية)
- فيكتوريا جاستيس على موقع ألو سيني (الفرنسية)
- فيكتوريا جاستيس على موقع ميوزك برينز (الإنجليزية)
- فيكتوريا جاستيس على موقع تيرنر كلاسيك موفيز (الإنجليزية)
- فيكتوريا جاستيس على موقع أول موفي (الإنجليزية)
- فيكتوريا جاستيس على موقع إن إن دي بي (الإنجليزية)
- فيكتوريا جاستيس على موقع أول ميوزيك (الإنجليزية)
- فيكتوريا جاستيس على موقع ديسكوغز (الإنجليزية)